# Siemowit
Siemowit (também Ziemowit) foi, de acordo com as crônicas de Galo Anônimo, o filho de Piast, o Construtor de Rodas e Rzepicha. Ele é considerado um dos quatro príncipes Piast lendários.
Ele tornou-se o 'Duque' da tribo dos polanos no século IX depois que seu pai camponês, filho de Chościsko, recusou-se a assumir o lugar do duque lendário Popiel. Siemowit foi eleito como o novo duque por uma assembléia popular (wiec). Segundo uma lenda popular, Popiel foi devorado por ratos em sua torre no lago Gopło.
A única menção a Siemowit, juntamente com seu filho Lestko e neto Siemomysł, aparece na crônica medieval de Galo Anônimo.
Miecislau I da dinastia Piast é considerado o primeiro governante da Polônia a ser batizado, apesar das provas da existência de cristãos arianos, anteriores ao seu reinado, terem sido descobertas no sul da Polônia.